# Мытков (Черновицкая область)
Мытков (укр. Митків) — село в Окнянской сельской общине Черновицкого района Черновицкой области Украины.
До 2020 года входило в Заставновский район.
Население по переписи 2001 года составляло 349 человек. Почтовый индекс — 59431. Телефонный код — 3737. Код КОАТУУ — 7321585901.